# FMA I.A. 53
Die FMA I.A. 53 Mamboretá (dt. „Gottesanbeterin“) war ein einmotoriges Landwirtschaftsflugzeug der Fabrica Militar de Aviones.

## Entwicklungsgeschichte
Die Entwicklungsarbeiten für die FMA I.A. 53 begannen am 1. Oktober 1964. Der erste Prototyp wurde vor allem für Belastungsproben genutzt. Der zweite Prototyp flog erstmals am 13. November 1966. Zu einer Serienfertigung kam es nicht.
Ein Prototyp ist heute im Museo Nacional de Aerónautica in Buenos Aires ausgestellt.

## Konstruktion
- Rumpf: Stahlrohrbauweise; teilweise mit Dural, teilweise mit GFK beplankt; geschlossenes Cockpit; für Überführungsflüge hinter dem Piloten Platz für eine zweite Person
- Tragwerk: freitragender Tiefdecker in Ganzmetallbauweise mit zwei Holmen; Spalt-Landeklappen
- Leitwerk: freitragende Normalbauweise in Ganzmetall, gepfeiltes Seitenleitwerk mit aerodynamischen Ausgleich
- Fahrwerk: starres Fahrwerk mit Spornrad

## Technische Daten
| Kenngröße             | Daten                                                  |
| --------------------- | ------------------------------------------------------ |
| Besatzung             | 1                                                      |
| Länge                 | 8,40 m                                                 |
| Spannweite            | 11,60 m                                                |
| Höhe                  | 3,30 m                                                 |
| Flügelfläche          | 21,52 m²                                               |
| Flügelstreckung       | 6,3                                                    |
| Leermasse             | 844 kg                                                 |
| max. Startmasse       | 1525 kg                                                |
| Reisegeschwindigkeit  | 185 km/h                                               |
| Höchstgeschwindigkeit | 215 km/h                                               |
| Dienstgipfelhöhe      | 3600 m                                                 |
| Steigrate             | 3,84 m/s                                               |
| Reichweite            | 650 km                                                 |
| Triebwerke            | 1× Lycoming O-540-B2B5, Viertakt-Boxermotor mit 175 kW |